# Polyxenus colurus
Polyxenus colurus är en mångfotingart som beskrevs av Menge 1854. Polyxenus colurus ingår i släktet Polyxenus och familjen penseldubbelfotingar. Inga underarter finns listade i Catalogue of Life.